# Медцы
Медцы (укр. Медці) — село в Красиловском районе Хмельницкой области Украины.
Население по переписи 2001 года составляло 251 человек. Почтовый индекс — 31026. Телефонный код — 3855. Занимает площадь 0,236 км². Код КОАТУУ — 6822784807.

## Местный совет
31026, Хмельницкая обл., Красиловский р-н, с. Кременчуки, ул. Центральная, 1